# 왕양 (좌풍익)
왕양(王讓, ? ~ ?)은 전한 중기의 관료이다. 《한서》에는 이름자인 '양'으로만 기록되어 있으나, 《열녀전》에 따르면 성씨는 왕(王)이다.

## 행적
지절 4년(기원전 66년), 영천태수에서 좌풍익으로 승진하였다.
합양(郃陽)의 임연수(任延壽)가 처형을 죽였다. 비록 임연수는 사면받았지만 죄책감에 아내 계아(季兒)를 찾아가 자신을 죽일 것을 부탁하였는데, 계아는 남편을 용서하고는 스스로 목숨을 끊었다. 좌풍익 왕양은 계아를 가상하게 여겨, 무덤에 사실을 기록하게 하였다.

## 출전
- 유향, 《열녀전》 권5 절의전(節義傳)
- 반고, 《한서》 권19하 백관공경표(百官公卿表) 下

| 전임 관 | 전한의 좌풍익 기원전 66년 ~ 기원전 64년? | 후임 소망지 |